# Juan Schiaretti
Juan Schiaretti, noto anche con lo pseudonimo di El Gringo (Córdoba, 19 giugno 1949), è un politico argentino.
Dal 10 dicembre 2015 è il governatore della Provincia di Córdoba.

## Biografia
Nato in una famiglia peronista, dopo aver completato gli studi superiori Schiaretti si è iscritto alla Scuola di Scienze Economiche dell'Università Nazionale di Córdoba, dove si è laureato come contabile pubblico all'età di 21 anni. Sposò poi una collega attivista politica ed ebbe due figli.
Minacciato dalla Triple A, nel 1975 si trasferì con la famiglia a Neuquén. A seguito del colpo di Stato militare del 1976, fuggì in Brasile dove lavorò come venditore e poi come assistente amministrativo alla Fiat di Belo Horizonte. All'interno di quest'ultima azienda fece carriera diventando vice direttore amministrativo.
Tornato in Argentina nel 1984, Schiaretti si è separato dalla moglie. Ha lavorato in politica ed è stato sottosegretario all'Integrazione Latinoamericana nel Ministero delle Relazioni Internazionali durante la presidenza di Carlos Menem tra il 1989 e il 1991, poi Segretario dell'Industria e del Commercio nel Ministero dell'Economia tra il 1991 e il 1993, durante la stessa amministrazione. È stato nominato Commissario Federale per la Provincia di Santiago del Estero dal 1993 al 1995, in seguito alla rimozione del governatore della provincia, ed è stato poi eletto alla Camera dei Deputati argentina per la Provincia di Córdoba, dal 1995 al 1997. Nel 1997 Schiaretti ha sposato la politica di Córdoba Alejandra María Vigo, segretaria generale della sezione di Córdoba del sindacato delle casalinghe. È stato ministro provinciale della produzione di Córdoba dal 1999 al 2001, poi è tornato come deputato della provincia dal 2001 al 2002, prima di diventare ministro provinciale della produzione e delle finanze nel 2002-2003.
Nel 2003, Schiaretti è stato eletto vicegovernatore della sua provincia con José Manuel de la Sota come governatore. Nel 2007, dopo il ritiro di de la Sota, Schiaretti si è candidato al governo della provincia per il Partito Giustizialista nella coalizione Unione per Córdoba, con Héctor "Pichi" Campana. Il suo principale avversario era l'allora sindaco di Córdoba: Luis Juez. Nelle elezioni del 2007 sono stati denunciati dei brogli elettorali e il risultato è stato ricontrollato e infine dichiarato a favore di Schiaretti dal tribunale elettorale della provincia.
In seguito al conflitto del 2008 tra il governo argentino e gli agricoltori delle province interne, Schiaretti ha preso le distanze dalla leadership nazionale peronista dei presidenti Cristina Fernández de Kirchner e Néstor Kirchner. In vista delle elezioni legislative del giugno 2009, ha annunciato che avrebbe presentato una propria lista per il Congresso nazionale, guidata da Eduardo Mondino, in opposizione al Fronte per la Vittoria kirchnerista.
Nelle elezioni legislative nazionali del 2013 Schiaretti risultò eletto alla Camera dei deputati, dove legiferò sino al 2015, quando si dimise per potersi candidare nuovamente alla presidenza della provincia di Córdoba.
Nelle elezioni del 2015, Juan Schiaretti si è nuovamente candidato a governatore per la coalizione Unione per Córdoba, con vice il sindaco di San Francisco Martín Llaryora grazie ad un accordo con il leader del Fronte Rinnovatore, Sergio Massa. A dicembre è entrato in carica dopo aver vinto le elezioni con il 39,4% dei voti.
Nel 2019 venne rieletto con vice Manuel Fernando Calvo con il 57% delle preferenze.